# Paschen (krater księżycowy)
Paschen – krater uderzeniowy położony na niewidocznej z Ziemi stronie Księżyca. Stosunkowo duży krater satelicki Paschen M częściowo pokrywa południowy brzeg. Mniejszy krater Paschen S leży wzdłuż południowo-zachodniego brzegu Paschen.
Reszta brzegu nie jest w takim dobrym stanie. Jest zniszczona w procesie erozji z małymi kraterami wzdłuż brzegu i wewnętrznej ściany. Zewnętrzna struktura została zatarta przez późniejsze uderzenia. Łańcuch kraterów idzie na przełaj przez brzeg i wewnętrzną ścianę na północny zachód. Jest kilka małych kraterów na południu wschodnia część podłogi.
Paschen leży na wschód od krateru Galois, i na południowy zachód od ogromnego krateru Hertzsprung. Na północy leżą dwa mniejsze kratery Wan-Hoo i Sechenov.

## Satelickie kratery
| Paschen | Szerokość | Długość  | Średnica |
| ------- | --------- | -------- | -------- |
| G       | 14,3° S   | 135,4° W | 29 km    |
| H       | 16,0° S   | 135,6° W | 27 km    |
| K       | 17,9° S   | 138,9° W | 57 km    |
| L       | 16,4° S   | 139,5° W | 38 km    |
| M       | 16,1° S   | 140,0° W | 94 km    |
| S       | 14,5° S   | 142,0° W | 48 km    |
| U       | 13,2° S   | 143,0° W | 29 km    |